# Sandra Faber
Sandra Moore Faber, född 28 december 1944, är universitetsprofessor i astronomi och astrofysik vid University of California, Santa Cruz och arbetar vid Lick Observatory. Hon har gjort viktiga upptäckter som sammankopplar galaxers ljusstyrka till hastigheten på stjärnor inom dem och var medupptäckaren av Faber-Jacksons relation. Faber hade också avgörande inflytande vid utformningen av Keck-observatoriets teleskop på Hawaii. I maj 2012 tilldelades hon Bruce-medaljen av Astronomical Society of the Pacific.

## Utbildning
Sandra Faber avlade 1966 en (Bachelor of Arts) i fysik vid Swarthmore College, med höga utmärkelser. År 1972 avlade hon en doktorsexamen i astronomi vid Harvard University.

## Professionellt arbete
Faber var chef för ett team (de sju samurajerna) som upptäckte en masskoncentration som heter "stora attraktorn". Hon var också huvudforskare i "Nuker Team", som använde rymdteleskopet Hubble för att söka efter supermassiva svarta hål i galaxers centrum. Faber var djupt involverad i den första användningen av Hubble som medlem i kamerateamet för Wide Field and Planetary Camera. Hon var ansvarig för att diagnostisera den sfäriska aberrationen i Hubbles primärspegel.